# Bob Houghton
Bob Houghton (1947. október 30. –) angol labdarúgó, középpályás, edző.

## Pályafutása

### Játékosként
1966 és 1969 között a Fulham, 1969–70-ben a Brighton & Hove Albion labdarúgója volt. 1970–71-ben a Southern Football League-ben szereplő Hastings United játékos-edzőjeként 23 évesen az angol profi labdarúgás egyik legfiatalabb edzője volt. 1971–72-ben a Maidstone United játékos-edzőjeként tevékenykedett.

### Edzőként
A játékos-edzői időszak után 1974-ben a svéd Malmö FF csapatánál lett vezetőedzői. A malmöi együttessel hat év alatt három svéd bajnoki címet és négy kupagyőzelmet ért el. Az 1978–79-es idényben BEK-döntős volt a csapattal. 1980-ban a görög Ethnikósz Pireósz, 1980 és 1982 között a Bristol City, 1982 és 1984 között a kanadai Toronto Blizzard, 1984 és 1986 között a szaúdi El-Áttihád szakmai munkáját irányította. 1987-ben visszatért Svédországba és három-három idényen át az Örgryte IS, majd a Malmö FF vezetőedzője volt. 1993-ban visszatért az El-Áttihádhoz, majd 1994–95-ben a svájci FC Zürich, 1996-ban az amerikai Colorado Rapids edzője lett.
1997-től Ázsiában, főleg Kínában tevékenykedett. 1997 és 1999 között a kínai válogatott szövetségi kapitánya volt. 2000 és 2003 között kínai klubcsapatok, a Sanghaj Pudong, a Sichuan Guancheng és a Csöcsiang Greentown szakmai munkáját irányította. 2005-ben az üzbég válogatott szövetségi kapitánya volt. 2005–06-ban a kínai Kuangcsou City vezetőedzőjeként dolgozott. 2006 és 2011 között az indiai válogatott szövetségi kapitányaként tevékenykedett. Több mint harminc éves edzői pályafutása alatt tíz országban dolgozott Európában, Ázsiában és Észak-Amerikában.

## Sikerei, díjai

### Edzőként
Malmö FF
- Svéd bajnokság (Allsvenskan)
  - bajnok (3): 1974, 1975, 1977
- Svéd kupa (Svenska Cupen)
  - győztes (4): 1974, 1975, 1978, 1980
- Bajnokcsapatok Európa-kupája (BEK)
  - döntős: 1978–79
- Interkontinentális kupa
  - döntős: 1979

 India
- AFC-Kihívás kupa
  - győztes: 2008
- Dél-ázsiai labdarúgó-bajnokság
  - döntős: 2008
- Nehru-kupa
  - győztes (2): 2007, 2009